# Grabnik (powiat grodziski)
Grabnik – wieś w Polsce położona w województwie mazowieckim, w powiecie grodziskim, w gminie Jaktorów.
W latach 1975–1998 miejscowość należała administracyjnie do województwa skierniewickiego.
Grabnik oddalony jest od Jaktorowa o 3 km w kierunku Izdebna Kościelnego oraz około 40 km od Warszawy. Poza dwiema zamieszkującymi na stałe rodzinami znajduje się tu Centrum Buddyjskie Bencien Karma Kamtsang buddyzmu tybetańskiego.

## Centrum Buddyjskie Bencien Karma Kamtsang
Zasugerowano, aby ta sekcja została przeniesiona do artykułu Związek Buddyjski Bencien Karma Kamtsang.
Centrum jest główną siedzibą Związku Buddyjskiego Bencien Karma Kamtsang. Począwszy od 2010 roku w centrum odbywa się festiwal Kagju Mynlam w którym uczestniczą mnisi tybetańscy oraz międzynarodowi goście świętując w widowiskowych rytuałach niemal tysiącletnią rocznicę istnienia tradycji karma kagju. Jest to odgałęzienie imprezy jaka co roku odbywa się w Bodh Gaja w Indiach wokół miejsca oświecenia historycznego Buddy Siakjamuniego.
W 2010 roku powstało również Centrum Kultury Buddyjskiej współfinansowane przez Unię Europejską, które ma za zadanie promować kulturę i twórczość buddyjską, organizować wystawy, wykłady i konferencje. W Centrum można korzystać z czytelni ze stanowiskami komputerowymi i urządzeniami wielofunkcyjnymi.
W 2012 roku zakończyło się pierwsze trzyletnie odosobnienie po którym kilkanaście osób z kraju i ze świata otrzymało formalne wykształcenie na w pełni wykwalifikowanych nauczycieli buddyzmu tybetańskiego, uzyskując tytuł lamy, w specjalnie do tego celu wybudowanym w 2009 roku budynku o tybetańskiej nazwie "Drubkang".